# Ţ
O Ţ (minúscula: ţ) é uma letra (T latino, adicionado de cedilha).

Alfabeto romeno: diferença entre as formas correctas (com vírgula, em cima) e aproximadas (com cedilha, em baixo).